# محمود صلاح (لاعب كرة قدم)
محمود صلاح لاعب كرة قدم مصري في مركز الجناح الأيسر ، ويلعب حاليًا لنادي الأسيوطي سبورت ، ويعد مشروع نجم قادم في كرة القدم المصرية.

## مسيرته الكروية

### بداياته
بدأ لعب كرة القدم بمركز شباب القوصية في عمر 10 سنوات، حيث إنه من مواليد 1994 بمركز القوصية بمحافظة أسيوط، واستمر 3 سنوات، وبعدها اكتشفه مدرب الناشئين محمد سليم، وعرض عليه الانضمام لنادي عثماثون بأسيوط، والتابع للمقاولون العرب، وبالفعل يجتاز صلاح الاختبارات، وينضم لفريق 14 سنة بالنادي.
وأثناء خوض فريق عثماثون تحت 14 سنة لمباراة ودية مع نظيره بنادي المقاولون العرب، تألق اللاعب بصورة ملفتة جعلت مسئولو المقاولون العرب يتعاقدون معه للانضمام لفريق مواليد 94 بالنادي، واستمر بعدها 4 سنوات في صفوف الناشئين وظهر بمستوى متميز، ليعرض عليه المدرب هشام جبر الانضمام لنادي الأسيوطي سبورت وهو في عمر 18 عامًا، حيث أكد له المدرب أن فرصة مشاركته مع الفريق الأول كبيرة.

### الأسيوطي
انضم اللاعب لصفوف الناشئين بنادي الأسيوطي لموسم 2013–2014 ، وصعد للفريق الأول في نفس الموسم ولعب معه 5 مباريات بالقسم الثاني وبنهاية الموسم صعد معه للدوري الممتاز، ومع صعود الفريق للدوري الممتاز قررت إدارة النادي التمسك باللاعب الناشئ وعدم التفريط فيه، ليستمر في صفوف الأسيوطي بالدوري الممتاز موسم 2014–2015 ، ولعب 11 مباراة خلال هذا الموسم، كان أبرزها مباراة الداخلية بالدور الثاني التي انتهت بالتعادل بهدف لكل فريق، وأحرز هدف الأسيوطي.

### مع المنتخب
في 21 يناير 2017 انضم لقائمة منتخب مصر للمحليين، وكان هداف مجموعة الصعيد بالقسم الثاني وقتها ؛ استعدادًا للبطولة الأفريقية للمحليين.